# Monsonia vanderietiae
Monsonia vanderietiae är en näveväxtart som först beskrevs av Harriet Margaret Louisa Bolus, och fick sitt nu gällande namn av F. Albers. Monsonia vanderietiae ingår i släktet hottentottnävor, och familjen näveväxter. Inga underarter finns listade i Catalogue of Life.